# Ford FG Falcon
La Ford FG Falcon è una vettura full-size prodotta dalla filiale australiana della casa automobilistica statunitense Ford dal febbraio 2008 all'ottobre 2014.
Assieme alla successiva Falcon FG X, rappresenta la settima ed ultima serie della berlina di produzione australiana.

## Il contesto
La berlina australiana è stata presentata il 17 febbraio 2008 in un evento destinato alla stampa e sostituisce la Falcon BF, lanciata nel 2005, secondo grande aggiornamento della sesta serie della Falcon lanciata nel 1998, vettura ormai sempre meno competitiva nei confronti della concorrenza, costituita dalle Holden Commodore VE e Toyota Aurion (entrambe lanciate nel 2006).

## Versioni e allestimenti
Per quanto riguarda le carrozzerie la novità è l'assenza di una variante giardinetta per la prima volta nella storia della Falcon australiana, mentre rimangono confermate le restanti carrozzerie; gli allestimenti, invece, vengono fortemente rivisti con l'uscita di produzione degli storici allestimenti lussuosi Fairmont (disponibili sin dal 1965) a scapito delle nuove versioni G6E e G6E Turbo, e dell'allestimento intermedio Futura, sostituito dall'allestimento G6. È disponibile in 7 allestimenti: XT, G6, G6E, G6E Turbo, XR6, XR6 Turbo e XR8 per la berlina e Ute, R6, XR6, XR6 Turbo e XR8 per la Ute. 
La gamma XT è quella più economica, spartana, la gamma G è quella più lussuosa, mentre la gamma XR è quella più sportiva.